# Rōhai
Il kata Rōhai sono una famiglia di kata praticati in molti stili di karate. Il nome tradotto approssimativamente equivale a "visione di una gru" o "visione di un airone". Il kata trae origine dalla scuola di Tomari-te delle arti marziali okinawensi. Esso fu chiamato: Matsumora Rōhai dopo Kosaku Matsumora, che probabilmente fu il suo inventore. Ankō Itosu, successivamente, prese questo kata e ne sviluppo altri tre da esso: Rōhai shodan, Rōhai nidan e Rōhai sandan. Nello Shorin/Matsubayashi-ryū questo Kata introduce Gedan Shotei Ate (Percossa col palmo a livello basso) e Ippon Ashi Dachi. (Posizione su una sola gamba) e contiene una sequenza di Tomoe Zuki, (Pugno circolare), esattamente come quello di Passai, anche se alla fine della sequenza cambia in Hangetsu Geri/Uke (Calcio/Parata a mezza luna)